# Roberto Santamaria
Roberto Santamaria (Messina, 21 settembre 1986) è un allenatore ed ex giocatore italiano di rugby a 15, in carriera attivo come tallonatore.
Dal 2021 ricopre gli incarichi federali di commissario tecnico della nazionale italiana Under-21, allenatore degli avanti della Under-20 nonché tecnico specialista presso l'accademia delle Zebre.

## Biografia
Proveniente dal CUS Messina, giunse a 16 anni nelle giovanili del Viadana per la cui prima squadra esordì nel corso della Coppa Italia 2005-06; nel Super 10 2006-07 esordì in campionato e in tale stagione vinse sia Coppa Italia che Supercoppa.
Nella stagione 2007-08, sempre con il Viadana, esordì in Heineken Cup.
Con l'istituzione delle franchise per la Celtic League Santamaria entrò nel 2010 negli Aironi, dei quali fu il vice capitano dietro Marco Bortolami, e nella stagione successiva scese varie volte in campo come capitano della squadra.
Dopo lo scioglimento della franchise avvenuto nel 2012 Santamaria tornò nuovamente in Eccellenza nelle file del Viadana, del quale fu nominato capitano e delle cui giovanili, già dal 2010, svolgeva anche il ruolo di co-allenatore.
Alla fine della stagione di Eccellenza 2012-13, terminato il suo contratto con il Viadana, fu ingaggiato dai Doncaster Knights, club inglese di National League 1 (terza divisione nazionale), con cui conseguì la promozione in Championship alla fine della stagione.
A luglio 2014 tornò a militare a Viadana e, dopo una stagione come permit player delle Zebre in Pro12, nel 2015-16 fu ingaggiato dal Benetton con la stessa formula prima di divenire un effettivo dell'organico dalla stagione successiva.
Alle esperienze da allenatore a Viadana assommò anche quelle in Inghilterra allo Yorkshire Carnegie.
Nel 2018 assunse la guida tecnica del Casale subentrando ad Andrea Sgorlon e guadagnando la promozione in serie A; terminata l'attività agonistica al termine della stagione 2018-19, passò nei ranghi tecnici del Petrarca come assistente di Andrea Marcato, deputato alla guida tecnica degli avanti.
Dal 2021 lavora per la Federazione Italiana Rugby come commissario tecnico della nazionale Under-18; dal 2022 è anche allenatore degli avanti della nazionale Under-20 e tecnico specialista a Parma presso l'Accademia delle Zebre.

## Palmarès
- Coppe Italia: 1
Viadana: 2006-07
- Trofei Eccellenza : 2
Viadana: 2012-13, 2015-16
- Supercoppe d'Italia: 1
Viadana: 2007